# 反潛航空母艦

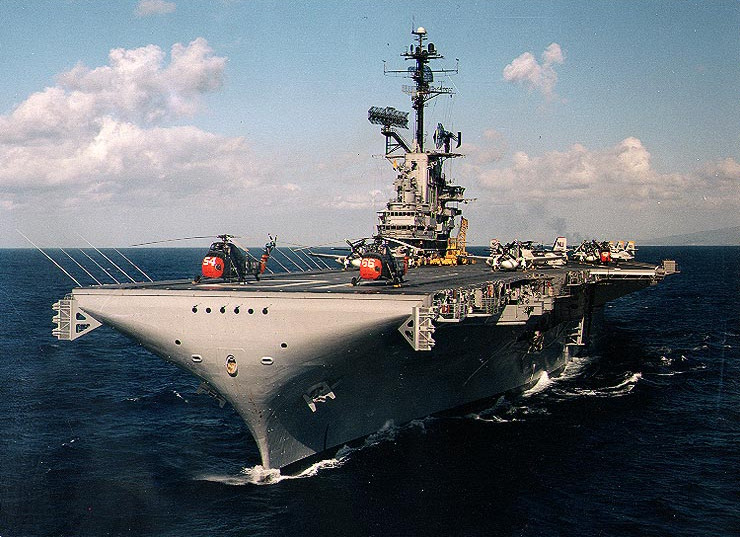
約克鎮號航空母艦，攝於1960年代

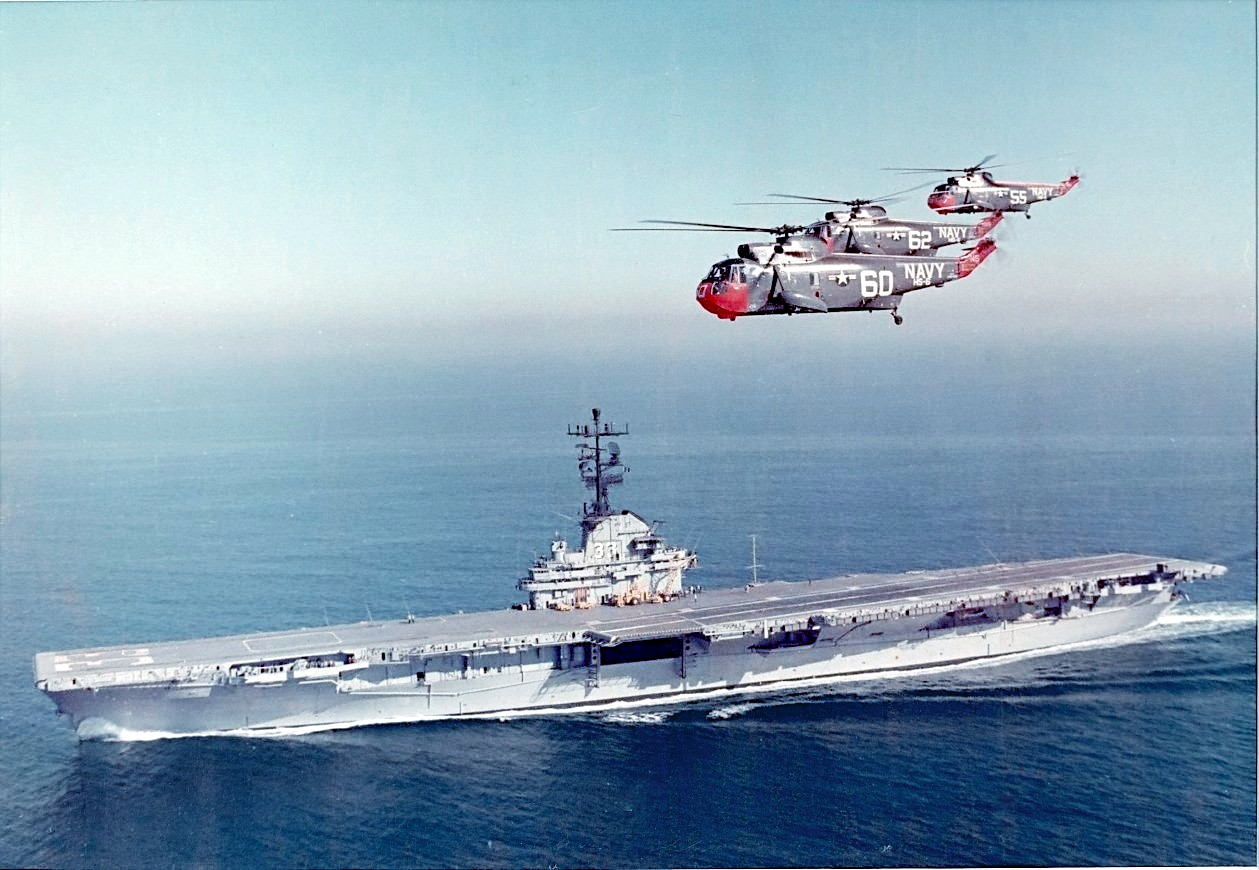
飛越奇爾沙治號航空母艦的SH-3海王直昇機

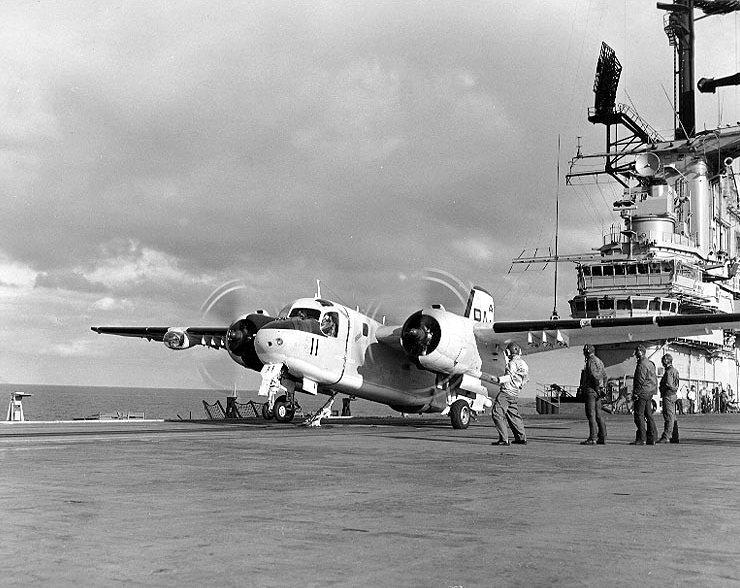
準備從班寧頓號航空母艦上起飛的S-2搜索者巡邏機

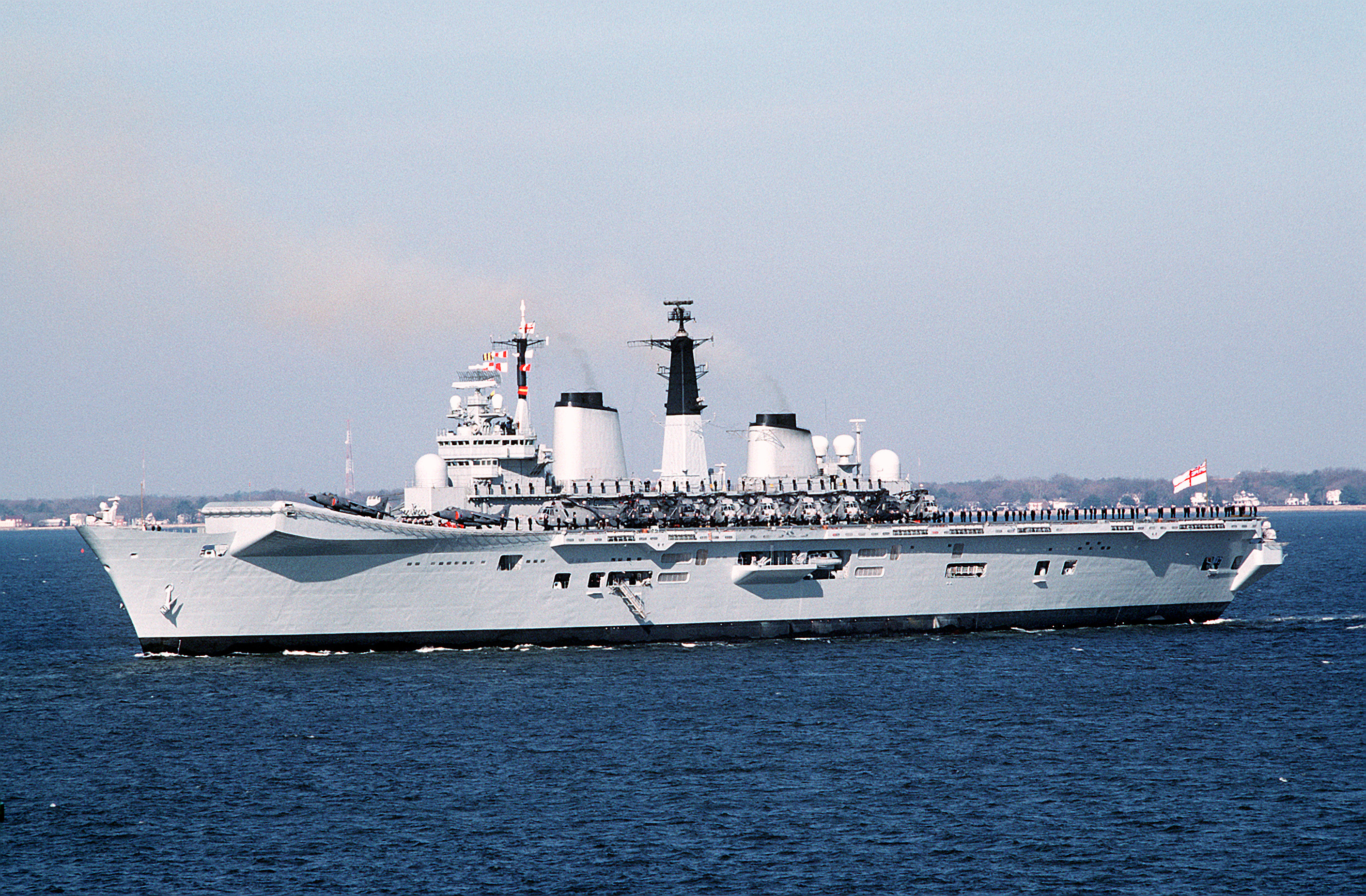
英國皇家海軍無敵號航空母艦

反潜航空母舰（ASW carrier，美规常用代号为CVS）是冷战中出现的一种航空母舰，主要使命是反潜作战，它是第二次世界大战大西洋海戰中出现的护航航空母舰的后继，美國海軍大部分的反潛航空母艦都是由艾塞克斯級航空母艦修改而來。